# 博魯什基夫齊
49°58′21″N 27°37′52″E / 49.97250°N 27.63111°E
博魯什基夫齊（烏克蘭語：Борушківці）是烏克蘭北部的村莊，隸屬日托米爾州的日托米爾區。該村面積12.78平方公里，海拔高度228米，2001年人口631，人口密度每平方公里49.39人。